# Dendrophryniscus brevipollicatus
Dendrophryniscus brevipollicatus és una espècie d'amfibi que viu al Brasil.
Està amenaçada d'extinció per la pèrdua del seu hàbitat natural.